# Matthias Brücken
Pour les articles homonymes, voir Brücken.
Matthias Brücken, né le 23 juillet 1953 à Frechen, est un footballeur allemand.

## Biographie
Matthias Brücken commence en 1974 au Bayer 04 Leverkusen, alors club amateur de Mittelrheinliga et qui obtient en fin de saison la montée en 2. Bundesliga. On le recommande au 1. FC Cologne, club de l'élite. Les frais de transfert de l'attaquant, qui a marqué 24 buts, s'élèvent à environ 150 000 marks. Lors de la saison 1975-1976, il est le plus souvent remplaçant dans le championnat et en coupe UEFA, il marque deux buts en neuf matchs de championnat (alors qu'il fit un triplé dans le match retour contre le club danois de Boldklubben 1903 en trente-deuxièmes de finale). C'est pourquoi il se tourne vers la 2. Bundesliga avec le FV 04 Wurtzbourg. Il revient à Leverkusen en 1977 qui remporte ce championnat et accède à l'élite en 1979. De nouveau remplaçant, il choisit le SC Viktoria Cologne en 2. Bundesliga Nord, lequel est relégué en fin de saison dans un niveau amateur.
Il continue en amateur au SpVg Frechen 20 dont il devient l'entraîneur à la fin des années 1980. De 1997 à 2010, il entraîne le petit club VfR Bachem. De 2012 jusqu'à sa démission complète en janvier 2020, il dirige la section des jeunes du club.
Le bilan de la carrière de joueur de Matthias Brücken s'élève à 28 matchs en Bundesliga (trois buts), 121 en 2. Bundesliga (45 buts), et trois matchs en Coupe de l'UEFA (trois buts).